# Zenész

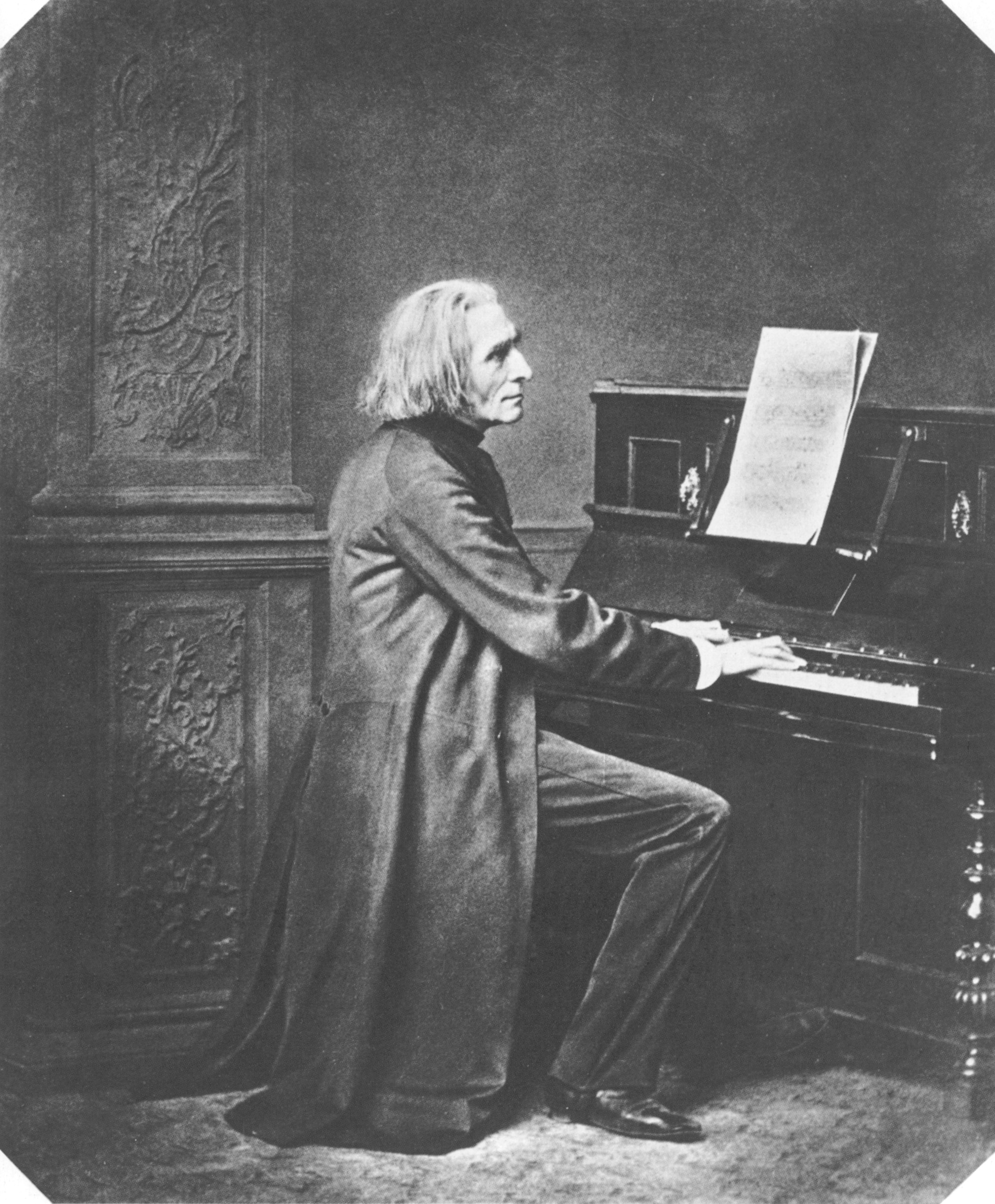
Liszt Ferenc 1869 körül (Edgar Hanfstaengl litográfiája)

A zenész olyan személy, aki hangszeren játszik és leginkább olyanra értjük, aki hivatásából vagy tehetségéből adódóan készít vagy ad elő zenét, esetleg aki komponál vagy vezényel.
A zenészek bármilyen műfajra szakosodhatnak, de vannak akik többféle műfajban játszanak. Szakértelmük nagyon sokféle lehet, például vezénylés, éneklés, komponálás, rendezés vagy hangszerelés.

## Középkori zenészek
- "A chantar m'er de so qu'eu no volria"Írta: Beatritz de Dia

Nem tudod lejátszani a fájlt?
A középkorban leginkább a zenészek a belső térségekben lágy együttesekkel, a szabadban pedig hangosabb hangszerekkel improvizáltak. Számos európai zenész a római katolikus egyházat szolgálta, így jöttek létre a gregorián ének struktúrái és az egyházi szövegekből a misék.

### Jelentős zenészek
- Philippe de Vitry
- Guillaume Dufay
- Guillaume de Machaut
- Bingeni Szent Hildegárd

## Reneszánsz zenészek
- "Combattimento"Írta: Claudio Monteverdi

Nem tudod lejátszani a fájlt?

### Jelentős zenészek
- Giovanni Gabrieli
- Thomas Tallis
- Claudio Monteverdi

## Barokk zenészek
- "Hallelujah Chorus"George Frideric Handel The Messiah című darabjából

Nem tudod lejátszani a fájlt?

### Jelentős zenészek
- Georg Friedrich Händel
- Johann Sebastian Bach
- Antonio Vivaldi

## Klasszikus zenészek
- "Piano Sonata No. 8 in A minor"Komponálta: Wolfgang Amadeus Mozart

Nem tudod lejátszani a fájlt?

### Jelentős zenészek
- Wolfgang Amadeus Mozart
- Joseph Haydn

## Romantikus zenészek
- "Piano Concerto No. 4 in G Major- Andante con moto"Komponálta: Ludwig van Beethoven

Nem tudod lejátszani a fájlt?

### Jelentős zenészek
- Ludwig van Beethoven
- Frédéric Chopin
- Franz Schubert
- Liszt Ferenc
- Richard Wagner
- Pjotr Iljics Csajkovszkij
- Johannes Brahms
- Johann Strauss

## Huszadik század
A világ átállása a XIX. századi romantikáról a modernizmusra jelentős változásokat hozott a zenében.